# Handstück (Geologie)

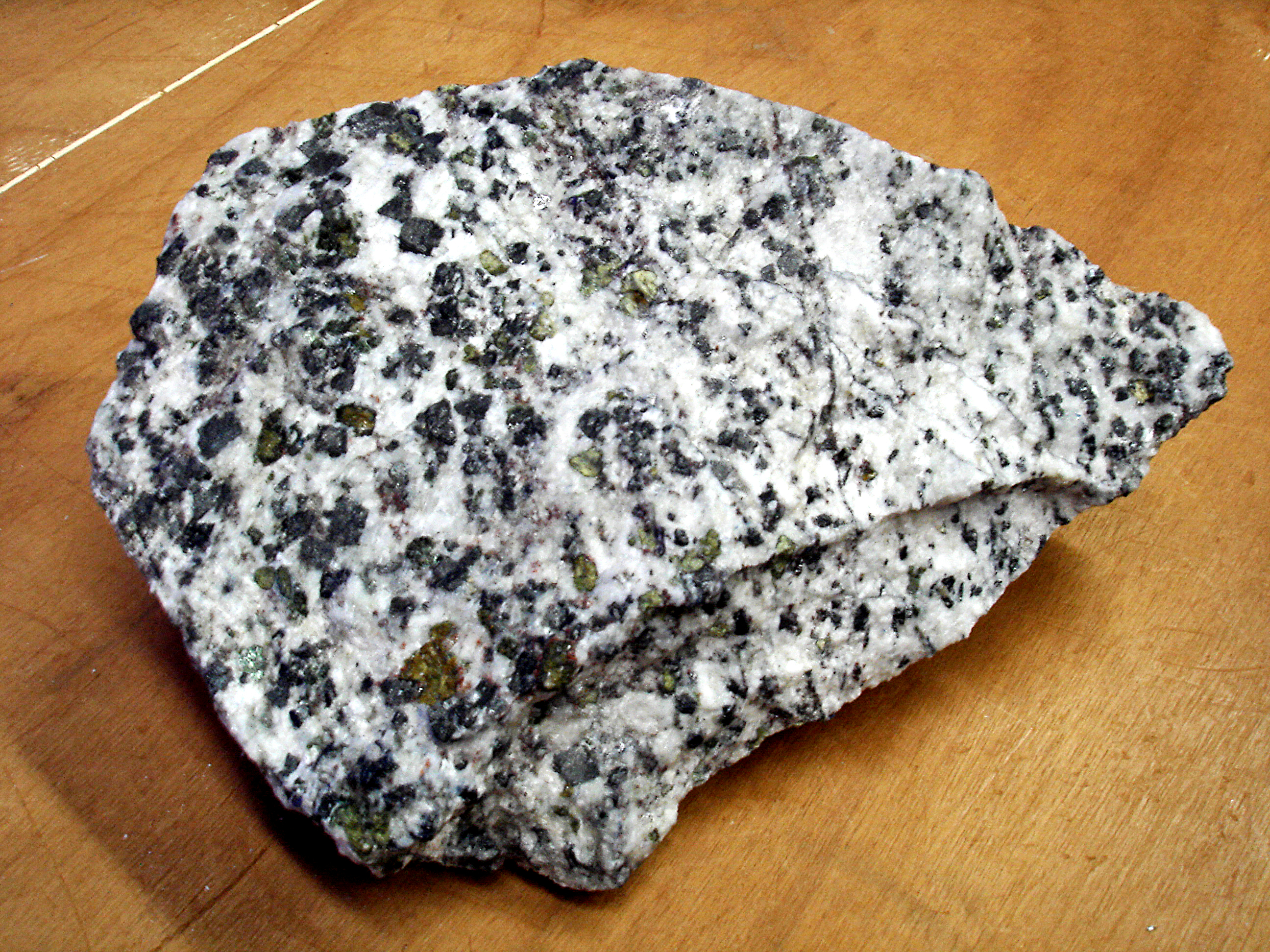
Handstück eines Karbonatits

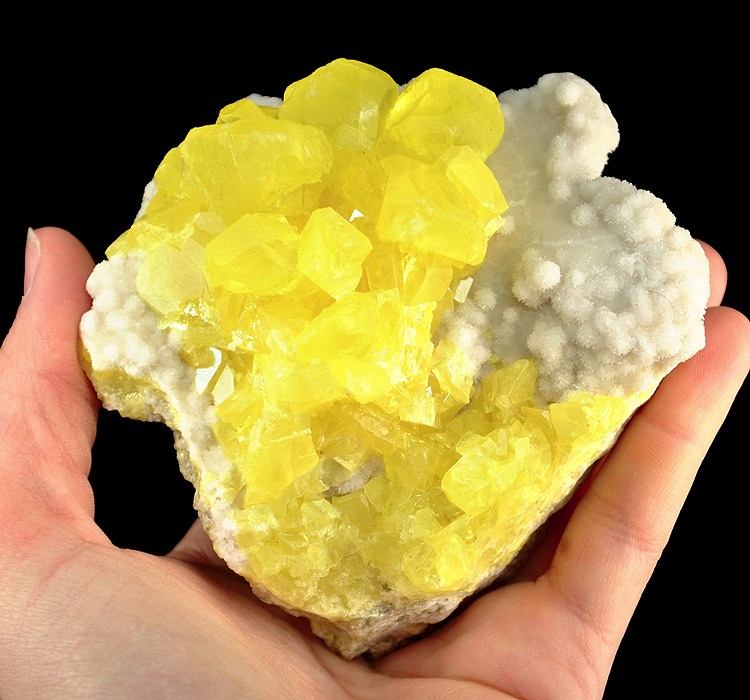
Handstück einer Mineralstufe aus Schwefel und Aragonit

Als Handstück wird in der Geologie eine Gesteinsprobe und in der Mineralogie eine Mineralstufe in „Handgröße“ bezeichnet, was etwa einer Größe zwischen 8,5 cm × 11,5 cm und 10 cm × 15 cm entspricht, je nach zur Verfügung stehendem Platz oder Verwendungszweck auch größer oder kleiner.
Als Ausgangsmaterial dient ein Rohling, der als Lesestein aufgesammelt wurde, oder ein aus dem Gesteinsverband gelöstes Felsstück. Das Handstück wird mittels eines Hammers (meist ein Geologenhammer) in die richtige Form gebracht (formatisiert oder formatiert) und sollte die typischen Eigenschaften des Gesteins zeigen, dem es entnommen wurde. In speziellen Fällen werden eine oder mehrere Seiten gesägt und geschliffen, um die Feinstruktur des Gesteins besser sichtbar zu machen.
Mineralstufen werden entsprechend so formatisiert, dass die einzelnen Kristall- oder Aggregatformen am besten zur Geltung kommen.
Ein Handstück geringer Größe wurde gelegentlich scherzhaft oder auch abwertend als „Damenhandstück“ bezeichnet.
Im Gegensatz zum Handstück als wissenschaftlichem Objekt steht bei einem Handstein der künstlerische Aspekt im Vordergrund.